# Oberamt Ansbach
Das Oberamt Ansbach war eines von den 15 Verwaltungsgebieten des Fürstentums Ansbach.

## Geschichte
Das Amt Ansbach bestand ursprünglich nur aus dem Hofkastenamt Ansbach. Mit der Zeit wurden die weiter unten aufgeführten Ämter erworben. Im 18. Jahrhundert wurden die Vogtämter Bruckberg, Flachslanden, Vestenberg und Unternbibert von einem gemeinsamen Vogt verwaltet. Zuletzt erstreckte sich die Landesherrschaft (Hochgericht, Niedergericht außerhalb des Etters, Kirchenhoheit, Steuerhoheit) auf einem Gebiet, das ungefähr dem Landgericht Ansbach entsprach. Über die Virnsberger Gegend hatte die Deutschordenskommende Virnsberg die Landesherrschaft im vollen Umfang. Die Orte Frickendorf, Götteldorf, Kettenhöfstetten, Ruppersdorf und Stockheim gehörten zum brandenburg-bayreuthischen Stadtvogteiamt Markt Erlbach. Hier erstreckte sich die Landesherrschaft auf das Niedergericht außerhalb des Etters, der Kirchen- und Steuerhoheit. Das Hochgericht war auf die Festnahme von Straftätern begrenzt, die dann an das Hofkastenamt Ansbach auszuliefern waren. Gleiches galt für die Rittergüter Frohnhof, Rügland und Unternzenn, die zum Ritterkanton Altmühl gehörten.
Innerhalb des Oberamtes gab es Orte, deren Dorf- und Gemeindeherrschaft von Fremdherren übernommen wurde. Ballstadt, Birkach, Gräfenbuch, Oberheßbach, Unterheßbach hatten das eichstättische Vogtamt Lehrberg als Dorfherren, das Niedergerichtssachen innerhalb des Etters entscheiden konnte. In der Grundherrschaft einzelner Anwesen gab es ebenfalls Fremdherren.
Ab 1791/92 wurde das Fürstentum Ansbach von dem preußischen Staat als Ansbach-Bayreuth verwaltet. 1797 wurde der Ansbacher Kreis gebildet, dessen Umfang ungefähr dem Oberamt Ansbach entsprach.

## Hofkastenamt Ansbach
Das Hofkastenamt übte das Hochgericht über sämtliche Orte des Oberamts Ansbach aus.
Das Hofkastenamt Ansbach übte die Dorf- und Gemeindeherrschaft über folgende Orte aus:
- Alberndorf, Ansbach, Bernhardswinden, Beutellohe, Brodswinden, Brünst, Oberdautenwinden, Deßmannsdorf, Dornberg, Egloffswinden, Elpersdorf bei Ansbach, Eyb, Forst, Gebersdorf, Geisengrund, Grüb, Haasgang, Häslabronn, Hennenbach, Hirschbronn, Höfen, Hürbel am Rangen, Kammerforst, Katterbach, Kleinhabersdorf, Kurzendorf, Kurzendorf, Lengenfeld, Liegenbach, Meinhardswinden, Neubronn, Neudorf, Neunkirchen, Neuses, Oberdombach, Obereichenbach, Petersdorf, Pfaffengreuth, Schalkhausen, Schmalach, Steinbach, Steinersdorf, Strüth, Tiefenthal, Thierbach, Thurndorf, Untereichenbach, Warzfelden, Wasserzell, Weihenzell, Wengenstadt, Wernsbach, Wüstenbruck, Zailach, Zellrüglingen.

Das Hofkastenamt Ansbach hatte in folgenden Orten Grundherrschaften (in Klammern Anzahl der Anwesen, über die das Hofkastenamt grundherrliche Ansprüche hatte, dann Gesamtzahl der Anwesen):
- Unmittelbar: Ansbach (207/854), Alberndorf (7/9), Ballstadt (2/10), Bernhardswinden (9/24), Beutellohe (4/8), Brodswinden (17/28), Bruckberg (6/34), Büchelberg (6/18), Cadolzhofen (4/24), Deßmannsdorf (4/11), Dornberg (16/16), Egloffswinden (13/13), Elpersdorf (12/12), Eyb mit Aumühle (10/48), Gebersdorf (5/6), Geisengrund (1/1), Gotzendorf (3/14), Gräfenbuch (1/17), Grüb (9/11), Haasgang (9/11), Häslabronn (7/7), Hennenbach (3/20), Hirschbronn (3/12), Höfen bei Elpersdorf (8/8), Hürbel am Rangen (11/11), Illesheim (1/41), Immeldorf (1/42), Kammerforst (6/7), Katterbach (4/6), Kleinhabersdorf (7/12), Kurzendorf bei Ansbach (18/20), Kurzendorf bei Häslabronn (3/3), Lengenfeld mit Hohenmühle (19/19), Meinhardswinden (16/16), Moratneustetten (3/24), Neubronn (3/8), Neudorf (18/18), Neunkirchen (14/28), Neuses bei Ansbach (9/17), Oberdautenwinden (6/6), Oberdombach (1/18), Obereichenbach (7/8), Oberschönbronn (1/16), Obersulzbach (3/16), Petersdorf (8/16), Pfaffengreuth (3/5), Ratzenwinden (2/10), Reckersdorf (4/7), Röshof (5/5), Röttenbach (1/11), Rutzendorf (1/13), Sachsbach (1/35), Schalkhausen (29/42), Schmalach (1/10), Schmalenbach (6/8), Schmalnbachshof (1/1), Steinbach mit Büchenmühle und Streitmühle (4/12), Steinbach bei Bruckberg (6/13), Steinersdorf (12/12), Steinmühle bei Weihenzell (1/1), Stettberg (2/26), Strüth (17/17), Thierbach (2/2), Tiefenthal (6/19), Untereichenbach mit Schockenmühle (4/12), Unterrottmannsdorf mit Weidenmühle (1/14), Untersulzbach (2/10), Warzfelden (14/15), Wasserzell (8/17), Weihenzell mit Neumühle (25/26), Weinberg (2/2), Wengenstadt (2/5), Wernsbach mit Alexandermühle (23/24), Wernsbach bei Windsbach (1/15), Wüstenbruck (6/6), Zailach (17/20), Zandt (1/14), Zellrüglingen (12/13).
- Mittelbar: Kaplanei Lehrberg: Schmalach (1/10); Kirche Eyb: Eyb (2/48), Wallersdorf (1/14); Kirche Sachsen: Sachsen bei Ansbach (1/28); Kirche Schalkhausen: Schalkhausen (1/42); Kirche Wernsbach b. A.: Schalkhausen (1/42); Pfarrei Brodswinden: Brodswinden (9/28); Pfarrei Neunkirchen: Mittelbach (1/16), Neunkirchen (1/28); Pfarrei Obersulzbach: Obersulzbach (3/16); Pfarrei Sachsen: Volkersdorf (2/20); Pfarrei Schalkhausen: Schalkhausen (1/42); Pfarrei Weihenzell: Forst (1/2), Petersdorf (1/16), Schmalach (1/10); Pfarrei Wernsbach: Wernsbach (1/24); Spital Ansbach: Riedelhof (1/1), Schlauersbach (1/14), Stettberg (1/26), Ziegenhof (1/1).

## Stiftsamt Ansbach
Das Stiftsamt Ansbach hat die Verwaltung der Güter des 1563 aufgelösten Gumbertusstiftes übernommen. Die Stiftsgüter bildeten einen Fonds für Kirchen- und Schulzwecke innerhalb des Fürstentums Ansbach.
Es übte die Dorf- und Gemeindeherrschaft über folgende Orte aus:
- Anfelden, Berndorf, Boxbrunn, Dombach im Loch, Gödersklingen, Gösseldorf, Höchstetten, Höfstetten, Käferbach, Kühndorf, Mittelbach, Moratneustetten, Oberbreitenau, Oberrammersdorf, Ratzenwinden, Schönbronn, Wallersdorf, Wippendorf, Wolfartswinden, Wüstendorf.

Das Stiftsamt Ansbach hatte in folgenden Orten Grundherrschaften (in Klammern Anzahl der Anwesen, über die das Stiftsamt grundherrliche Ansprüche hatte, dann Gesamtzahl der Anwesen):
- Unmittelbar: Ansbach (64/854), Alberndorf (1/9), Alexandermühle (1/1), Anfelden (22/22), Aub (6/7), Bechhofen (2/19), Beerbach (1/21), Berndorf (10/14), Bernhardswinden (3/24), Beutellohe (1/8), Birkenmühle (1/1), Boxbrunn (7/8), Brodswinden (1/28), Büschelbach (2/11), Cadolzhofen (1/24), Deßmannsdorf (5/11), Dombach im Loch (5/5), Elpersdorf bei Windsbach (11/22), Eyb (22/48), Gebersdorf (1/6), Gödersklingen (17/17), Gösseldorf (9/10), Grüb (1/11), Hennenbach (1/20), Hinterholz (1/9), Hirschbronn (3/12), Höchstetten (9/11), Höfstetten (9/9), Käferbach (4/6), Kirschendorf (1/5), Kleinhabersdorf (2/12), Kühndorf (3/4), Külbingen (3/27), Kurzendorf (1/20), Lölldorf (2/14), Mittelbach (10/16), Mittelramstadt (2/14), Moratneustetten (21/24), Neubronn (5/8), Neukirchen (2/12), Neunkirchen (3/28), Neuses bei Ansbach (5/17), Oberbreitenau (9/9), Oberdombach (6/18), Obereichenbach (1/8), Oberrammersdorf (11/12), Oberramstadt (3/15), Oberschönbronn (3/16), Obersulzbach (6/16), Petersdorf (1/16), Pfaffengreuth (1/5), Pfetzendorf (2/5), Ratzenwinden (8/10), Röttenbach (1/11), Rückersdorf (1/6), Sachsbach (2/35), Sachsen bei Leutershausen (1/32), Schalkhausen (7/42), Schlauersbach (1/14), Schmalach (5/10), Schönbronn (6/7), Seiderzell (3/18), Steinbach (5/12), Thurndorf (1/6), Tiefenthal (3/19), Untereichenbach mit Schockenmühle (6/12), Unterheßbach (2/18), Unterrottmannsdorf mit Weidenmühle (4/14), Untersulzbach (5/10), Wallersdorf (10/14), Warzfelden (1/15), Wasserzell (8/17), Weidenmühle bei Eyb (1/1), Weihenzell (1/26), Wengenstadt (3/5), Wiebelsheim (2/43), Wippendorf (6/6), Wolfartswinden (3/6), Wüstendorf (8/8), Zailach (2/20), Zellrüglingen (1/13).
- Mittelbar: Hospital Ansbach: Hennenbach (13/20).

## Bürgermeister und Rat zu Ansbach
Der Bürgermeister und Rat zu Ansbach hatte in folgenden Orten Grundherrschaften (in Klammern Anzahl der Anwesen, über die der Bürgermeister und Rat grundherrliche Ansprüche hatte, dann Gesamtzahl der Anwesen):
- Unmittelbar: Ammelbruch (6/49), Ansbach (536/854), Ballstadt (1/10), Eyerlohe (1/14), Gösseldorf (1/10), Untereichenbach (1/12), Wallersdorf (1/14), Winden (1/18).
- Mittelbar: Landpflege des Rats zu Ansbach: Atzenhofen (1/3), Brünst (5/5), Büchelberg (1/18), Deßmannsdorf (1/11), Dietenbronn (5/10), Hirschbronn (1/12), Hohenau (5/11), Käferbach (1/6), Kammerforst (1/7), Kurzendorf bei Ansbach (1/20), Mitteldachstetten (1/24), Neuses bei Ansbach (2/17), Oberdombach (1/18), Oberfelden (2/16), Pfaffengreuth (1/5), Röttenbach (2/11), Schmalenbach (2/8), Vehlberg (2/18), Wolfartswinden (1/6); St. Johannispflege Ansbach: Alberndorf (1/9), Atzenhofen (1/3), Bernhardswinden (1/24), Eckartsweiler (1/19), Eyb (3/48), Frommetsfelden (1/26), Grüb (1/11), Schalkhausen (1/42), Steinbach b.Alberndorf (1/12), Untereichenbach (1/12).

## Kanzleiamt Ansbach
Das Kanzleiamt Ansbach hatte in folgenden Orten Grundherrschaften (in Klammern Anzahl der Anwesen, über die das Kanzleiamt grundherrliche Ansprüche hatte, dann Gesamtzahl der Anwesen):
- Kottensdorf (2/24), Leuzdorf (3/14) und Walpersdorf (1/8).[3]

## Vogtamt Lehrberg
Das Vogtamt Lehrberg war ursprünglich ein rein eichstättisches Amt. Mit der Zeit erwarben dort die Markgrafen Güter und Rechte, so dass das Vogtamt Lehrberg simultan auch zu einem markgräflichen Amt wurde. Das markgräfliche Amt übte die Dorf- und Gemeindeherrschaft über folgende Orte aus:
- Buhlsbach, Lehrberg.

Es hatte in folgenden Orten Grundherrschaften (in Klammern Anzahl der Anwesen, über die das Vogtamt grundherrliche Ansprüche hatte, dann Gesamtzahl der Anwesen):
- Unmittelbar: Lehrberg (52/110), Unterheßbach (1/18).
- Mittelbar: Gemeinde Lehrberg: Lehrberg (8/110); Hofkastenamt Ansbach: Buhlsbach (3/8); Kaplanei Lehrberg: Lehrberg (4/110); Pfarreipfründe Lehrberg: Lehrberg (4/110).

## Vogtamt Birkenfels
Das Vogtamt Birkenfels hat Verwaltung über die Güter des Ritterguts Birkenfels der Herren von Seckendorff übernommen, das diese 1538 an das Fürstentum Ansbach verkauft hatten. Es übte Dorf- und Gemeindeherrschaft über folgende Orte aus:
- Birkenfels, Borsbach, Hohenau, Ipsheim (gemeinsam mit Kastenamt Ipsheim), Mitteldachstetten, Oberdachstetten, Obersulzbach, Untersulzbach.

Es hatte in folgenden Orten Grundherrschaften (in Klammern Anzahl der Anwesen, über die das Vogtamt grundherrliche Ansprüche hatte, dann Gesamtzahl der Anwesen):
- Unmittelbar: Birkenfels (6/6), Borsbach (11/22), Flachslanden (3/57), Gräfenbuch (2/17), Hohenau (6/11), Ipsheim (17/88), Kellern (4/4), Lehrberg (2/110), Mitteldachstetten (9/24), Oberdachstetten (43/63), Obersulzbach (4/16).
- Mittelbar: Kirche Obersulzbach: Berndorf (2/14); Pfarrei Obersulzbach: Berndorf (1/14).

## Vogtamt Flachslanden
Das Vogtamt Flachslanden hat Verwaltung über die Güter von Flachslanden der Herren von Posse übernommen, das diese 1536/52 an das Fürstentum Ansbach verkauft hatten. Es übte über Flachslanden die Dorf- und Gemeindeherrschaft aus.
Es hatte in folgenden Orten Grundherrschaften (in Klammern Anzahl der Anwesen, über die das Vogtamt grundherrliche Ansprüche hatte, dann Gesamtzahl der Anwesen):
- Unmittelbar: Borsbach (11/22), Flachslanden (49/57), Mitteldachstetten (3/24), Oberdachstetten (2/63).
- Mittelbar: Kirche Flachslanden: Flachslanden (2/57); Pfarrei Flachslanden: Flachslanden (3/57), Mitteldachstetten (1/24).

## Vogtamt Bruckberg
Das Vogtamt Bruckberg hat Verwaltung über die Güter des Ritterguts Bruckberg der Herren von Eyb übernommen, das diese 1687 an das Fürstentum Ansbach verkauft hatten. Die Gerichtsbarkeit und Herrschaft wurde jedoch vom Vogtamt Flachslanden übernommen. Es übte die Dorf- und Gemeindeherrschaft über folgende Orte aus:
- Bruckberg, Reckersdorf, Steinbach.

Es hatte in folgenden Orten Grundherrschaften (in Klammern Anzahl der Anwesen, über die das Vogtamt grundherrliche Ansprüche hatte, dann Gesamtzahl der Anwesen):
- Unmittelbar: Bruckberg (27/34), Steinbach (1/13).

## Vogtamt Unternbibert
Das Vogtamt Unternbibert übte nur über Unternbibert die Dorf- und Gemeindeherrschaft aus.
Es hatte in folgenden Orten Grundherrschaften (in Klammern Anzahl der Anwesen, über die das Vogtamt grundherrliche Ansprüche hatte, dann Gesamtzahl der Anwesen):
- Unmittelbar: Haasgang (2/11), Unternbibert (15/33).
- Mittelbar: Kirche Unternbibert: Unternbibert (1/33); Pfarrei Unternbibert: Unternbibert (1/33).

## Vogtamt Vestenberg
Das Vogtamt Vestenberg hat Verwaltung über die Güter des Ritterguts Vestenberg der Herren von Eyb übernommen, das diese 1724 an das Fürstentum Ansbach verkauft hatten. Es übte die Dorf- und Gemeindeherrschaft über folgende Orte aus:
- Adelmannssitz, Külbingen, Neukirchen, Vestenberg.

Es hatte in folgenden Orten Grundherrschaften (in Klammern Anzahl der Anwesen, über die das Vogtamt grundherrliche Ansprüche hatte, dann Gesamtzahl der Anwesen):
- Unmittelbar: Adelmannssitz (10/10), Immeldorf (7/42), Külbingen (11/27), Neukirchen (2/12), Vestenberg mit Schafhof (28/28)